# Cevasta zvona
Cevasta zvona (takođe poznata kao čajms) muzički instrumenti su u familiji udaraljki. Njihov zvuk podseća na zvuk crkvenih zvona, kariljona ili zvonika; originalna cevasta zvona su bila napravljena da dupliraju zvuk crkvenih zvona u ansamblu. Svako zvono je metalna cev, prečnika 30—38 mm (1 1⁄4—1 1⁄2 in), podešena promenom njegove dužine. Njegov pisani opseg je c1–f2, iako mnogi profesionalni instrumenti dostižu g2, a instrument zvuči za oktavu niže. Cevasta zvona često zamenjuju studijska zvona, koja su manji i obično jeftiniji instrument. Studijska zvona su po izgledu slični cevastim zvonima, ali svako zvono ima manji prečnik od odgovarajućeg zvona na cevastim zvonima.
Cevasta zvona se ponekad udaraju po gornjoj ivici cevi čekićem sa glavom od sirove kože ili plastike. Često se postavlja pedala za zadržavanje kako bi se omogućilo produženo zvonjenje zvona. Takođe se mogu povijena na dnu cevi da bi proizvela vrlo glasan i vrlo visok ton.
Korišćene cevi daju čistiji ton od čvrstih cilindričnih zvona, poput onih na obeleženom drvetu.
Čajms se često nalaze na repertoaru orkestarskih i koncertnih bendova. Njima se retko svira melodija, već se ona najčešće koriste kao boja za dodavanje zvuku ansambla. Povremeno se koriste solo, pri čemu često prikazuju crkvena zvona.
U cevastim zvonima, modovi 4, 5 i 6 određuju ton udara i imaju frekvencije u odnosima92:112:132 ili 81: 121: 169, „koji su dovoljno blizu odnosa 2:3:4 za uho da ih smatra gotovo harmoničnim i da ih koristi kao osnovu za uspostavljanje virtuelnog tona”. Prema tome, opažena „udarna jačina” je oktava ispod četvrtog moda (tj. nedostaje „1“ u gornjoj seriji).

## Klasična muzika
Cevasta zvona su se prvi put pojavila između 1860. i 1870. godine u Parizu. Englez Džon Harington je patentirao cevasta zvona od bronze. Artur Salivan je verovatno bio prvi kompozitor koji je 1886. godine komponovao za cevasta zvona u orkestru. Početkom 20. veka cevasta zvona su takođe ugrađena u pozorišne orgulje zarad proizvođenja raznih efektata.
Cevasta zvona kao zamenu za crkvena zvona prvi su koristili Đuzepe Verdi u svojim operama „Trubadur“ (1853) i „Bal pod maskama“ (1859) i Đakomo Pučini u „Tosci“ (1900).
Pasaži u klasičnoj muzici:
- Đuzepe Verdi – Rigoleto (1851)[5][6]
- Đuzepe Verdi – Trubadur (1853)[7][8]
- Đuzepe Verdi – Bal pod maskama (1859)[9][10]
- Modest Musorgski – Boris Godunov (1869, 1872, 1874)[11][12]
- Petar Čajkovski – Uvertirea 1812. (1880)[13][14]
- Pjetro Maskanji – Kavalerija rustikana (1890)[15][16]
- Ruđero Leonkavalo – (1892). Bajazo.
- Gustav Maler – Simfonija broj 2 (1895)[17].[18]
- Đakomo Pučini – Toska (1900)[19][20]
- Aleksandar Skrjabin – Poema ekstaze (1908)[21][22]
- Anton Vebern – Šest komada za veliki orkestar (1909–10, revidirano 1928)
- Klod Debisi – Iberija (1910)
- Gustav Holst – Planete (1914–16)
- Đakomo Pučini – Turandot (1926)
- Edgards Varese – Jonizacija (1931)
- Rihard Štraus – Tiha žena (1935)
- Paul Hindemit – Simfonijske metamorfoze tema Karl Marija fon Vebera (1944)
- Bendžamin Britn – Albert Hering (1945)
- Aron Kopland – Simfonija br. 3 (1946)
- Olivije Mesijan – Turangalila-simfonija (1946–48)
- Karl Orf – Antigona (1949)
- Dmitrij Šostakovič – Simfonija br. 11 (1957)
- Olivijer Mesajen – Hronohromi (1959–60)
- Daron Hejgen– Šajning Brau (1993)

## Druge upotrebe
Cevasta zvona mogu se koristiti kao crkvena zvona, na primer u anglikanskoj crkvi Svetog Albana u Kopenhagenu, Danska. Donirao ih je Čarls, princ od Velsa.
Cevasta zvona se takođe koriste u satovima sa dugim kutijama, posebno zato što proizvode jači zvuk od gongova i običnih zvučnika i zbog toga se lakše čuju.

## Literatura
- Blades, James (1992). Percussion Instruments and their History. Westport, CT: Bold Strummer.. 393, 401.
- Baines, Anthony (1992). The Oxford Companion to Musical Instruments. New York: Oxford University Press. ISBN 978-0-19-311334-3.
- Peinkofer, Karl; Tannigel, Fritz (1976). Handbook of Percussion Instruments. Mainz, Germany: Schott.
- Shen, Sinyan, Acoustics of Ancient Chinese Bells, Scientific American, 256. 94.
- Schick, Steven (мај 2006). The Percussionist's Art – Same Bed, Different Dreams. University of Rochester Press. ISBN 978-1-58046-214-3. Архивирано из оригинала 10. 03. 2016. г. Приступљено 25. 12. 2020.
- Westcott, Wendell (1970). „Chapter 1: Bells of the Orient”. Bells and Their Music. G.P. Putnam. LCCN 76077762.
- Sethares, William A. (2005). Tuning, Timbre, Spectrum, Scale. ISBN 9781846281136.
- „Physics of Music: Make your own wind chimes”. Michigan Tech. 2009-01-08. Архивирано из оригинала 03. 07. 2017. г. Приступљено 25. 12. 2020.
- „Giant, Ominous Wind Chimes”. Milwaukee Makerspace. 2011-09-29.
- „Wind chimes”. Virginia Tech Multimedia Music Dictionary. Virginia Tech. 2009-01-08. Архивирано из оригинала 30. 05. 2013. г. Приступљено 25. 12. 2020.
- MacKenzie, Peggy (25. 8. 2007). „Crafted silver chimes hit right note; Retooled cutlery the meat and potatoes of woman's successful small business”. The Toronto Star. стр. H05.
- „Bell”. Encyclopædia Britannica, 11th Edition. 3. University Press. 1910. стр. 687—691. Приступљено 2012-02-01.
- Adamson, Archibald (1875). Rambles Round Kilmarnock. Kilmarnock: T. Stevenson.
- Milham, Willis Isbister.  (1944). Time and Timekeepers: Including the History, Construction, Care, and Accuracy of Clocks and Watches. OCLC 23271006. New York: Macmillan.
- Murdoch, James. (1903). (1996). A History of Japan. [re-issued by Routledge, London. ISBN 978-0-415-15416-1.. London: Paul, Trech, Trubner
- Ponsonby-Fane; Richard A. B (1956). Kyoto: The Old Capital of Japan, 794–1869. Kyoto: The Ponsonby Memorial Society..
- Titsingh, Isaac. (1834). [Siyun-sai Rin-siyo/Hayashi Gahō (1652)]. Nipon o daï itsi ran; ou, Annales des empereurs du Japon.  Paris: Oriental Translation Fund of Great Britain and Ireland.
- Fadul, Jose A. (2015). Fadul's Encyclopedia of Bells. Lulu Press. ISBN 978-131-260-110-9.
- Spencer, Ann (2003). "And round me rings": bell tales and folklore. Toronto: Tundra. ISBN 0-88776-597-1.
- Willis, Stephen Charles. (1986). Bells through the Ages: from the Percival Price Collection = Les Cloches à travers les siècles: provenant du fonds Percival Price. Ottawa: National Library of Canada, 1986. 34 p., ill. with b&w photos. N.B. ISBN 0-662-54295-9.
- Falkenhausen, Lothar Von (1993). Suspended Music: Chime Bells in the Culture of Bronze Age China. University of California Press. стр. 132. ISBN 978-0-520-07378-4. Приступљено 8. 2. 2013. „China seems to have produced the earliest bells anywhere in the world... the earliest metal bells may have been derived from pottery prototypes, which seem to go back to the late stage of the Yang-Shao culture (early third millennium BC)”
- Huang, Houming (2002). „Prehistoric Music Culture of China”. Cultural Relics of Central China. 3: 18—27. ISSN 1003-1731.
- „Why do Hindus ring bell in temple”. 6. 1. 2014. Архивирано из оригинала 12. 3. 2015. г. Приступљено 4. 3. 2015.
- Cubberly, William H. (1989). „Metals”.  Ур.: Bakerjian, Ramon. Tool and manufacturing engineers handbook. Dearborn, MI: Society of Manufacturing Engineers. ISBN 978-0-87263-351-3.
- Jennings, Trevor (1988). Bellfounding. Princes Risborough, England: Shire. ISBN 0-85263-911-2.
- „The Liberty Bell” (PDF). National Park Service. Архивирано (PDF) из оригинала 2010-11-30. г. Приступљено 2010-08-11.